# ТВі
TVi (раніше лого каналу подавалося як ТВі) — закритий український телеканал, що мовив з 17 березня 2008 року по 13 червня 2019 року.

## Спосіб доставки сигналу
Мовлення каналу здійснювалось переважно за допомогою супутникового мовлення та через кабельне мовлення у мережах «Воля», «Тріолан» тощо.

## Редакційна політика
За даними дослідження, проведеного в червні 2012 року Академією української преси, новини на ТВі оцінювались як збалансованіші, ніж на інших національних каналах. Видання The Global Journal відзначало, що телеканал справедливо надавав ефірний час опозиційним партіям і зачіпав такі суперечливі теми, як особисте багатство правлячих «еліт» в Україні та державні закупівлі, а також повідомляє про корупцію та ухиляння від податків вищих чиновників.

## Історія

### Заснування. Конфлікт Кагаловського та Гусинського

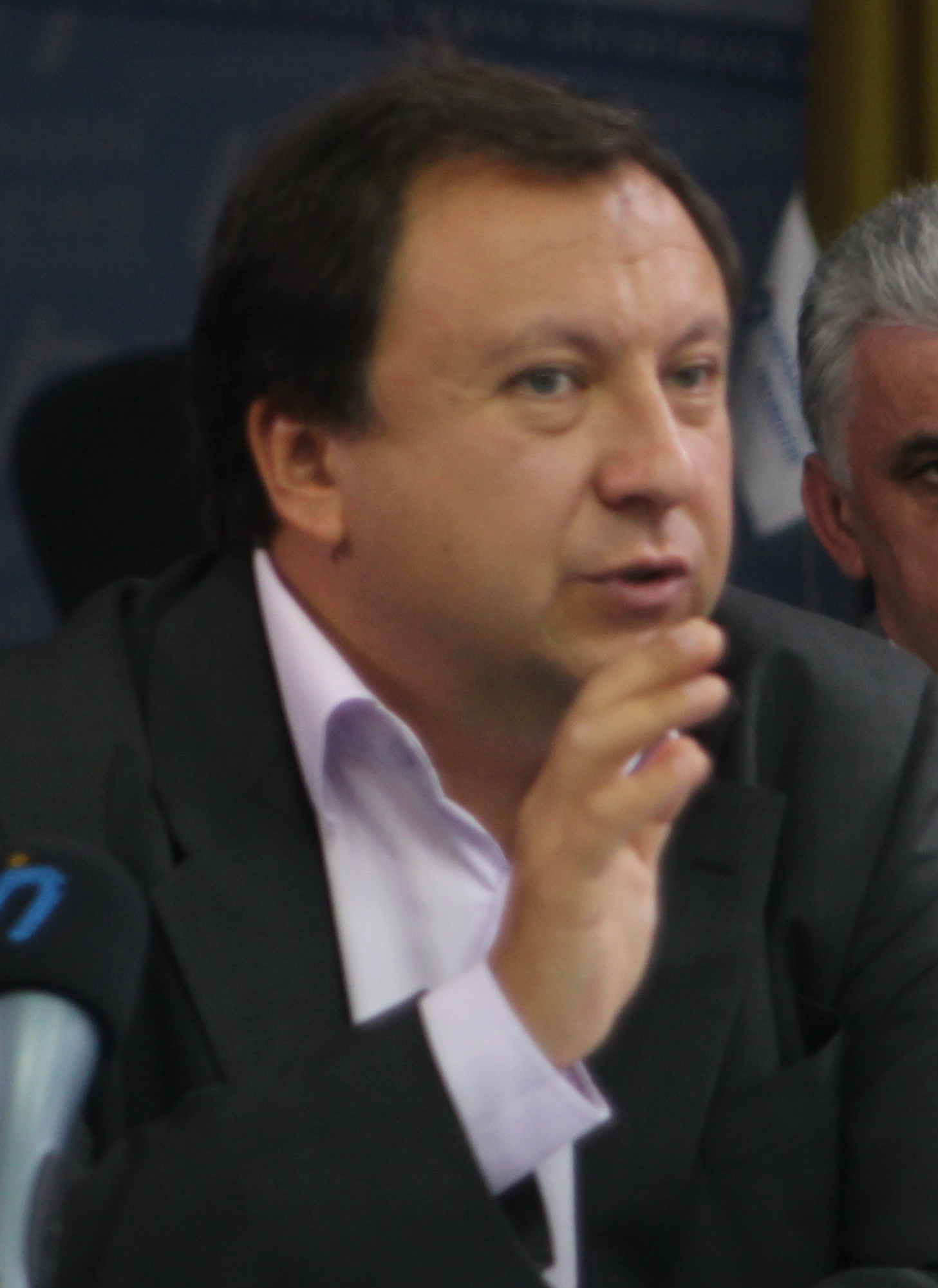
Голова редакційної ради
Микола Княжицький

За даними «Коммерсанта», в квітні 2008 року структури колишнього топ-менеджера компанії «ЮКОС» Костянтина Кагаловського та засновника телекомпанії «НТВ» Володимира Гусинського заснували на паритетних засадах Yota Ventures LLC для розвитку в Україні кабельного і супутникового телеканалу. Кожна зі сторін внесла в спільне підприємство приблизно по 12 млн доларів. Генеральним директором телеканалу ТВі став Микола Княжицький, а головним редактором в червні 2008 року став російський журналіст Євген Кисельов.
2009 року між акціонерами виник бізнес-конфлікт, причиною якого був названий продаж Гусинським телеканалу власного продукту за завищеною ціною. У результаті, Гусинський вийшов зі складу засновників, а головний редактор Євген Кисельов ухвалив рішення про звільнення.
У березні 2012 року видання «Росбалт» повідомило, що місце Гусинського як співвласник каналу зайняв Борис Березовський[неавторитетне джерело]. Однак у квітні 2013 року на зустрічі з колективом ТВі генеральний директор ТВі Микола Княжицький заявив, що реальним бенефіціаром каналу є Костянтин Кагаловський й що канал був заснований не Гусинським та Кагаловським, а ним особисто.

### Проблеми з частотами та ліцензіями
У травні 2010 року головним редактором ТВі став український журналіст Віталій Портников. На початку червня 2010 року суд задовольнив вимоги групи телеканалів «Інтер», анулювавши ухвалене за півтора року до цього рішення Нацради про виділення ТВі і «5 каналу» частот на мовлення. Журналісти цих телеканалів заявили про вплив на судове рішення керівника СБУ Валерія Хорошковського, який одночасно був власником групи «Інтер».
У березні 2011 року журналісти ТВі вирішили запустити п'ять нових телеканалів: «ТВі. Історія», «ТВі. Бізнес», «ТВі. Культура», «ТВі. Стиль» та інформаційний канал «Інфо-24», подавши заяву на отримання ліцензії на останній. Нацрада мала розглянути заяву протягом місяця, проте тільки в червні повернула ліцензійні документи, ухваливши рішення не видавати ліцензію. У липні компанія «Інфо24» подала позов проти Нацради з вимогою видати їй ліцензію. У грудні Нацрада видала ліцензію компанії «Інфо24» для каналу з логотипом TBinfo.

### Конфлікт з податковою службою
У квітні 2012 року генеральний директор ТВі Микола Княжицький повідомив в ефірі про тиск на телеканал з боку податкових органів, оскільки на ТВі прийшла чергова податкова перевірка, попри те, що за кілька місяців до цього канал уже перевіряли. Через два тижні Княжицький заявив, що співробітники податкової міліції «почали тероризувати» осіб, які надавали послуги телеканалу. Податкова служба заявила, що «телеканал скористався послугами конвертаційно-транзитного угруповання на суму понад 2,2 млн грн.».
У липні 2012 року податкова повідомила про порушення кримінальної справи стосовно Княжицького за ухилення від сплати податків на суму понад 3 млн гривень. За словами Княжицького, телеканал при сплаті податків зараховував неповернене йому державою ПДВ. Прес-служба президента Януковича випустила повідомлення про те, що президент висловив своє занепокоєння і доручив перевірити законність відкриття справи.
У липні ТВі також запустив нову бета-версію свого сайту tvi.ua. Заявлялося, що ресурс буде не просто сайтом каналу, а самостійним проектом, над яким працюватиме окрема редакція.

Акція на підтримку каналу у Білій Церкві

20 липня — телеканал без попередження було відключено кабельною мережею «Тріолан» у 11 містах України. 13 серпня трансляцію каналу також припинив оператор кабельного телебачення міста Донецьк. 5 вересня зі стандартного пакету виключив канал ТВі і один з найбільших операторів супутникового телебачення «Воля», хоча і дозволив охочим безкоштовно на три місяці підписатися на дорожчий пакет, в який входить канал.
Представник організації «Репортери без кордонів» назвав те, що відбувається, залякуванням українських журналістів перед виборами. США закликали владу України припинити переслідування за цією справою і забезпечити плюралізм і незалежність ЗМІ. У результаті прокуратура скасувала постанову податкової міліції про порушення кримінальної справи проти Миколи Княжицького.
8 вересня відбулися акції на підтримку ТВі у багатьох містах України. Наймасовіша з них відбулася у Києві на Михайлівській площі, куди прийшло понад тисячу людей.
Окружний апеляційний суд міста Києва зобов'язав ТВі виплатити Податковій службі 4 мільйони гривень. Якщо цього не було б зроблено до 23 вересня — робота каналу була би заблокована. У бюджеті каналу цих грошей не було. 13 вересня телеканал оголосив збір коштів і 24 вересня перерахував близько 4 млн грн. на рахунок податківців.
21 вересня 2012 року Арсеній Яценюк заявив, що Об'єднана опозиція виділить 2 млн грн. з передвиборчого фонду на погашення боргів телеканалу ТВі.
17 вересня 2012 року президент України Віктор Янукович доручив Національній раді з питань телебачення і радіомовлення розібратися із ситуацією, що склалася навколо телеканалу ТВі. Генеральний директор «ТВі» Микола Княжицький прокоментував це як спробою з боку Януковича отримати легітимізацію виборчого процесу, а політолог Сергій Таран — спробою перекласти відповідальність з себе на інших.

### Балотування Княжицького у депутати
30 липня 2012 року стало відомо, що генеральний директор ТВі Микола Княжицький балотуватиметься до Верховної ради України за списком «Об'єднаної опозиції „Батьківщина“» під 11-м номером(на час кампанії він взяв відпустку) Тоді ж стало відомо про балотування журналіста ТВі Костянтина Усова за 134-м округом в Одеській області теж від «Об'єднаної опозиції „Батьківщина“».Через день він написав заяву на звільнення з ТВі.
У листопаді 2012 року, у зв'язку з обранням Княжицького депутатом, президентом телеканалу став Віталій Портников. Наталія Катеринчук зайняла посаду генерального директора. Княжицький залишився головою редакційної ради на громадських засадах.

### Зміна структури власності

#### Призначення нового генерального директора та страйк колективу
23 квітня 2013 року на офіційному сайті tvi.ua був опублікований прес-реліз, за яким структура власності компанії була змінена, новим генеральним директором призначено журналіста Артема Шевченка, а Наталія Катеринчук, відповідно, звільнена. На загальних зборах колективу як новий інвестор був представлений американський бізнесмен Олександр Альтман.
Первісний власник ТВі Костянтин Кагаловський заявив про рейдерське захоплення каналу. Колектив телеканалу оголосив страйк до вирішення конфлікту. Новий генеральний директор наступного дня звільнив ведучого Павла Шеремета, назвавши його провокатором.
Микола Княжицький згадує про ті події з власної думки зору:
|  | Рейдерство — це злочин. Але ж ніхто ніколи мене в цьому злочині не звинувачував. ТВі — це був збитковий опозиційний канал, який не мав доступу до частот і був виключений із кабельних мереж. Тому захоплювати його не було жодного сенсу. Сама торгова марка ТВі, яка й була там головною цінністю, належала мені, Портнікову й Шевченку. Канал просто намагалися знищити, але завдяки тому, що ми його тоді відстояли, ТВі залишився одним із небагатьох каналів, які підтримали Майдан. Із понад двохсот осіб звільнилося тридцять. Тому говорити, що колектив пішов, — м’яко кажучи, перебільшення. Пішло декілька режисерів і журналісти, які робили програми, значна частина з яких на каналі не працювала, а була запрошеними ведучими. Але решта журналістів залишилися працювати. Серед них — Віталій Портніков, Єгор Чечеринда, Артем Шевченко. Залишився також увесь технічний склад і весь менеджмент. Насправді,все це — теж ідеологічні розбіжності. Нас із Кагаловським дуже довго намагалися посварити, аби ми розійшлися. Тому що ТВі був справді сильним опозиційним каналом. Мені пропонували посади міністра культури, десятки мільйонів доларів, усе, що завгодно, щоб я відійшов від Кагаловського й припинив займатися каналом. Я весь час відмовлявся. А Кагаловський на якомусь етапі погодився, але для цього були причини також зовнішні. Бо перше, що зробив Кагаловський після того, як я пішов у Верховну Раду, закрив усі українські програми, зокрема програми Марійки Бурмаки та Вахтанга Кіпіані. Причому на їхньому закритті наполягав надто жорстко. Кагаловський — і це не секрет — хотів запросити працювати на канал Михаїла Леонтьєва — свого друга з дитинства. Ми зустрічалися кілька разів із Леонтьєвим, і Кагаловський пропонував цю ідею. А Леонтьєв, який нині є віце-президентом «Роснефти», — колись Ющенко з ним сварився, — це один із найбільших російських пропагандистів, порівняно з яким Дмитрій Кисельов вам буде здаватися ангелом. На якомусь етапі Кагаловський захотів посунути ТВі в цю проросійську нішу. Почав їздити до Москви, став у Кремлі бажаним гостем. Для мене це було неприйнятно, тому що я шукав європейської підтримки. Тож очевидно, що останнім часом у мене з Кагаловським були дуже важкі стосунки, мені було боляче, тому що він людина цікава, творча, а в певний період ми навіть серйозно товаришували. Але якщо питання стосується політичної незалежності України, я не можу йти на якісь компроміси. |

Цього ж дня з'явилася інформація про придбання телеканалу однією з афілійованих комерційних структур Хорошковського за $350 млн. Аналітики вважають, що на його базі олігарх створює свій новий медіа-холдинг.
|  | Підтвердженням цього служить причетність його компаній до купівлі телеканалу ТВі. Бізнес-структури Валерія Хорошковського пов'язані з новозеландської компанією Balmore Invest Limited, яка, за даними Миколи Княжицького, володіє 95% телеканалу ТВі.Оригінальний текст (рос.) Подтверждением этого служит причастность его компаний к покупке телеканала ТВі. Бизнес-структуры Валерия Хорошковского связаны с новозеландской компанией Balmore Invest Limited, которая, по данным Николая Княжицкого, владеет 95% телеканала ТВі. |

Директором з розвитку каналу, за інформацією ЗМІ, мав стати Максим Карижський, політконсультант Валерія Хорошковського.
У прес-службі Валерія Хорошковського запевняли, що він не має жодного відношення ні до одної зі сторін конфлікту щодо каналу ТВі і ніколи не прагнув придбати даний канал.
З червня 2013 року — шеф-редактор Сергій Руденко. В жовтні на каналі розпочалася його програма «Книжкова полиця».
У липні 2013 року новим генеральним директором каналу став В'ячеслав Басович.
З 2015 року керівництво ТВі здійснював Максим Урбанський. На його прохання забезпечити рестарт каналу погодилась технічна група на чолі з Сергієм Скибою. Відновленням інформаційного мовлення опікувався Олесь Ковальчук.

#### Звільнення колективу
Страйк колективу продовжувався, але нове керівництво не мало намірів виконувати вимоги журналістів. Натомість, почався набір альтернативних ведучих та співробітників, в тому числі з телеканалів Інтер та ICTV.
29 квітня ведучому програми «Сьогодні про головне» та голові профспілки ТВі Мустафі Найєму керівництво висунуло ультиматум: або він вийде в ефір, або його буде звільнено. Після цього Мустафа звільнився сам, а разом з ним — ще 30 членів колективу. Того ж дня Мустафа Найєм заявив, що планує разом з колективом створити новий Інтернет-проєкт.

### Євромайдан
Протягом кінця листопада — грудня 2013 року відвідуваність сайту ТВі зросла у 6 разів, незважаючи на масове відключення каналу в кабельній мережі системою «Тріолан» і таким чином канал потрапив до 10-ти найвідвідуваніших в українському інтернеті.

### Закриття каналу
23 березня 2015 року через фінансову скруту канал призупинив розповсюдження  наземного мовлення (як антенне ефірне розповсюдження аналоговим способом, так і дротове розповсюдження через кабельні мережі), однак вже за місяць — 23 квітня 2015 року, ціною надзусиль відновив мовлення, але цього разу не наземне, а супутникове. Запрошені кризові керманичі допомогли здійснити рестарт ТВі, та попри відновлення технічного ресурсу та забезпечення злагодженої роботи всіх підрозділів, канал не зміг повноцінно відновити власне функціонування й 20 липня 2015 року робота каналу де-факто припинилася, коли ньюзрум, редакції телеканалу та офісні приміщення були знеструмлені орендодавцем за борги. А вже 20 лютого 2016 року Нацрада з ТБ та радіо позбавила ТВі ліцензії.[джерело?]
Через 3 роки, у 2018 році Нацрада з питань телебачення та радіомовлення 
відновила ліцензію ТВі.[джерело?] Відповідно, 10 жовтня 2018 року телеканал відновив своє мовлення,[джерело?] однак 22 січня 2019 року телеканал знову тимчасово призупинив своє мовлення через суди із Нацрадою з питань телебачення та радіомовлення.[джерело?] Згодом 25 лютого 2019 канал знову відновив мовлення,[джерело?] але після того як у червні 2019 року Дмитро Носиков продав свою долю та покинув телеканал разом з своєю командою, власники вирішити припинити мовлення каналу 13 червня 2019 року.
20 травня 2021 року НацРада анулювала ліцензії на мовлення.

### Стягнення штрафу за відсутність мовлення
На засіданні 30 вересня 2021 року Національна рада України з питань телебачення і радіомовлення ухвалила рішення звернутися до суду, щоб стягнути з ТОВ «Інфо 24» штраф через невідновлення супутникового мовлення.
Відсутність супутникового мовлення регулятор зафіксував ще у 2015 році, коли провів моніторинг. Канал мовлення не поновив, отримавши санкцію «стягнення штрафу» у розмірі 5% ліцензійного збору (6090,00 грн.).
Однак штраф компанія не сплатила, а натомість звернулась до Окружного адміністративного суду міста Києва з позовною заявою про визнання протиправним та скасування цього рішення регулятора.
12 листопада 2020 року суд відмовив у задоволенні адміністративного позову ТОВ «Інфо 24» у повному обсязі. Саме тому Нацрада вважає свою санкцію щодо стягнення штрафу чинною. А оскільки мовник не сплатив його у добровільному порядку, то регулятор вирішив звернутись до суду із позовною заявою про стягнення штрафу.
За кожен день прострочення сплати з моменту набрання законної сили рішенням суду буде нараховано пеню.

## Програми
- «World Stories. Закордонні журналісти»
- «Альбертейнштейн»
- «Гра в слова і не тільки»
- «Ділова кухня»
- «Імперія кіно»
- «Дорогі депутати»
- «Знак оклику»
- «Знак оклику! Щодня»
- «Лекції та події»
- «Ніч Ліги Чемпіонів»
- «Ніч Ліги Чемпіонів. Головний матч»
- «Особливий формат»
- «Вацко Light»
- «Політклуб Віталія Портникова»
- «Проти ночі з Павлом Шереметом»
- «Справедливість з Жаном Новосельцевим»
- «Сьогодні»
- «Сьогодні про головне»
- «Сьогодні. Дайджест»
- «Гра футболів»
- «Тендер News з Наталією Седлецькою»
- «Campus 3.0»
- «Jazz з Олексієм Коганом»
- «Босяки»
- «Вечір з Миколою Княжицьким»
- «Стрим Любомира Ференса»
- «Вибори 2012. З іншого боку»
- «Вільні люди»
- «Дакар»
- «Ліга Європи Матч-центр»
- «Зелена лампа»
- «Здорове життя з Іриною Трухачовою»
- «Кабаре „Веселий песець“».
- «Документи»
- «Мамо, я в ефірі!»
- «Музика для дорослих з Марією Бурмакою»
- «Нічний кінозал»
- «Окрема думка»
- «Світові банки»
- «Підсумки з Вахтангом Кіпіані»
- «Ліга чемпіонів УЄФА»
- «Ліга Європи УЄФА»
- «Правда» (2009—2011)
- «Близнюк наживо»
- «Падалко пошти»
- «Про обранців»
- «Про світ»
- «Вересень»
- «Діяти грошові з О. Душкою»
- «Революція на канапі»
- «Недоторканність»
- «Своїх дітей»
- «Сім природних чудес України»
- «Смак Європи»
- «Циганик live»
- «Спецпроект»
- «Шалений тиждень»
- «Клуб Нічки»
- «Клуб Еротики»
- «Ранкові курасани»

## Ведучі
- Юлія Банкова
- Барчук Мирослава
- Марія Бурмака
- Сергій Власенко
- Андрій Грищенко
- Ілона Довгань
- Олена Кириченко
- Вахтанг Кіпіані
- Микола Княжицький
- Павел Коваль
- Ігор Ліскі
- Олексій Ліхман
- Юрій Макаров
- Євгенія Моторевська
- Антін Мухарський
- Андрій Пишний
- Віталій Портников
- Андрій Сайчук
- Наталія Седлецька
- Артем Шевченко
- Павло Шеремет
- Олесь Ковальчук
- Любомир Ференс
- Олексій Душка
- Жан Новосельцев
- Марк Сікорський
- Іван Гресько
- Марічка Падалко
- Олександр Денисов
- Сніжана Єгорова
- Анатолій Бондаренко
- Костянтин Стогній
- Стася Ровінська
- Григорій Решетнік
- Віктор Вацко
- Ігор Циганик
- Вадим Карп'як
- Володимир Рабчун
- Тимур Мірошниченко
- Анатолій Борсюк
- Віталій Борисюк
- Остап Дроздов

## Керівництво каналу
Керівник каналу з 2013 року — Максим Урбанський.

## Логотипи
Телеканал змінив 7 логотипів.
| Логотип | Опис                                                      |
| ------- | --------------------------------------------------------- |
|         | Перший логотип (з 17 березня 2008 до січня 2009)          |
|         | Другий логотип (з січня 2009 до 20 січня 2010)            |
|         | Третій логотип (з 21 січня 2010 до 13 травня 2012)        |
|         | Четвертий логотип (з 14 травня 2012 до 28 листопада 2013) |
|         | П'ятий логотип (з 29 листопада 2013 до 25 серпня 2014)    |
|         | Шостий логотип (з 26 серпня 2014 до 20 лютого 2016)       |
|         | Сьомий логотип (з 10 жовтня 2018 до 13 червня 2019)       |